# Devin Searcy
Devin Searcy (Romulus, 25 agosto 1989) è un ex cestista statunitense.

## Palmarès
- Campionato cipriota: 1

AEK Larnaca: 2017-2018
- Coppa di Cipro: 1

AEK Larnaca: 2017-2018
- Campione NIT (2010)